# Utschaly
Utschaly (baschkirisch und russisch Учалы́) ist eine Stadt in der Republik Baschkortostan (Russland) mit 37.788 Einwohnern (Stand 14. Oktober 2010).

## Geographie
Die Stadt liegt an der Ostflanke des Südlichen Ural, etwa 450 km südöstlich der Republikhauptstadt Ufa.
Utschaly ist der Oblast administrativ direkt unterstellt und zugleich Verwaltungszentrum des gleichnamigen Rajons.

## Geschichte
1939 wurden im Gebiet der heutigen Stadt Kupfer- und Zinkerzvorkommen entdeckt, deren Abbau 1955 begann. Die entstandenen Bergarbeitersiedlungen Malyje Utschaly (Малые Учалы, Klein-Utschaly; auch Malo-Utschalinski/Мало-Учалинский) und Nowyje Utschaly (Новые Учалы, Neu-Utschaly) wurden 1963 zur Stadt Utschaly vereinigt.

### Bevölkerungsentwicklung
| Jahr | Einwohner |
| ---- | --------- |
| 1959 | 11.297    |
| 1970 | 21.808    |
| 1979 | 27.603    |
| 1989 | 32.404    |
| 2002 | 37.196    |
| 2010 | 37.788    |

Anmerkung: Volkszählungsdaten (1959 nur Siedlung Malo-Utschalinski)